# Лю Хуэй
Лю Хуэй (кит. трад. 劉徽, упр. 刘徽, пиньинь Liú Huī; род. ок. 220, умер ок. 280) — китайский математик. Жил в царстве Вэй в эпоху троецарствия.
Лю Хуэй известен своими комментариями на «Математику в девяти книгах» (Цзю чжан суаньшу), которая представляет собой сборник решений математических задач из повседневной жизни. Лю Хуэй опубликовал «Цзю чжан суаньшу» в 263 году со своими комментариями, это старейшая сохранившаяся публикация книги. Самые известные труды Лю Хуэя:
- Расчёт числа {\displaystyle \pi } методом вписанных правильных многоугольников[англ.].
- Решение систем линейных уравнений методом, названным впоследствии именем Гаусса.
- Расчёт объёма призмы, пирамиды, тетраэдра, цилиндра, конуса и усечённого конуса; метод неделимых.

## Расчётчислаπ{\displaystyle \pi }
Лю Хуэй предоставил простой и точный итеративный алгоритм (англ. Liu Hui's π algorithm) для вычисления {\displaystyle \pi } с любой степенью точности. Он самостоятельно провёл вычисление для 3072-угольника и получил приближённое значение для {\displaystyle \pi } по следующему принципу:
{\displaystyle \pi \approx A_{3072}={3\cdot 2^{8}\cdot {\sqrt {2-{\sqrt {2+{\sqrt {2+{\sqrt {2+{\sqrt {2+{\sqrt {2+{\sqrt {2+{\sqrt {2+{\sqrt {2+1}}}}}}}}}}}}}}}}}}}\approx 3.14159046323676.}
Позднее Лю Хуэй придумал быстрый метод вычисления {\displaystyle \pi } и получил приближённое значение 3,1416 только лишь с 96-угольником, используя преимущества того факта, что разница в площади следующих друг за другом многоугольников формирует геометрическую прогрессию со знаменателем 4.